# Haren (Ems)
Haren est une ville allemande de Basse-Saxe située sur le fleuve Ems dans l'arrondissement du Pays de l'Ems.

## Histoire
De 1945 à 1948, Haren, rebaptisée Maczków, est le centre de la zone d'occupation polonaise en Allemagne.

## Jumelages
- Vlagtwedde (Pays-Bas) depuis 1972
- Andrésy (France) depuis 1988
- Międzyrzecz (Pologne) depuis 1991